# شینسویی ایتو

قبل از آینه

عطر حمام (۱۹۳۰)

شینسویی ایتو (ژاپنی: 伊東 深水; ۴ فوریه ۱۸۹۸ – ۸ مه ۱۹۷۲) نام مستعار نقاش سبک نیهونگا و باسمه گر چوب ژاپنی به سبک اوکی‌یوئه در دوران تایشو و شووا بود. او یکی از نام‌های بزرگ در جنبش هنری شین-هانگا بود، که هنر سنتی را پس از آن که با ظهور عکاسی در اوایل قرن بیستم شروع به افول کرد، باری دیگر زنده کرد. نام اصلی او هاجیمه ایتو بود.